# Giovanni Marinoni
Giovanni (al secolo Francesco) Marinoni (Venezia, 25 dicembre 1490 – Napoli, 13 dicembre 1562) è stato un presbitero italiano, membro dell'ordine dei Chierici regolari teatini; il suo culto come beato è stato riconosciuto da papa Clemente XIII con decreto dell'11 settembre 1762.

## Biografia
Ultimo dei sei figli di Bernardino ed Elisabetta Marinoni, provenienti da una ricca e nobile famiglia originaria di Clusone, in provincia di Bergamo, trasferitasi in seguito a Venezia, fu battezzato con il nome di Francesco. Maturata una forte vocazione spirituale, dopo aver completato gli studi presso l'università di Padova divenne sacerdote come i due fratelli. Dopo alcuni incarichi, tra i quali quello presso la basilica di San Marco e quello presso l'ospedale degli Incurabili di Venezia, di cui fu anche cappellano, entrò a far parte dei Chierici regolari teatini il 9 dicembre 1528 con il nome di Giovanni, desideroso di dedicarsi alla riforma del clero e alla cura delle anime, secondo gli ideali dell'Ordine. 
Per incarico di papa Clemente VII, nell'agosto 1533 si recò a Napoli insieme al fondatore dell'Ordine, Gaetano Thiene. Fu nominato nell'aprile 1540 superiore della Basilica di San Paolo Maggiore e direttore spirituale delle locali monache domenicane. Alla morte del fondatore, gli succedette alla guida dell'Ordine nel 1547. Colto e amabile, unì a queste doti il rigore di vita; efficace predicatore, lottò anche contro la povertà e l'analfabetismo, operando nel mondo e insieme coltivando la preghiera, l'umiltà, il distacco dai beni terreni e la penitenza. Rifiutò la sede arcivescovile di Napoli che papa Paolo IV voleva affidargli, preferendo restare prete fino alla fine. Morì il 13 dicembre 1562, vittima dell'epidemia di colera che funestava la città di Napoli. Le sue spoglie si trovano nella cripta della basilica di San Paolo Maggiore, insieme a quelle di San Gaetano Thiene. La Chiesa lo ricorda il 13 dicembre.